# Colorado Pride Switchbacks U23
El Colorado Pride Switchbacks U23 es un equipo de fútbol de Estados Unidos que juega en la USL League Two, la cuarta división de fútbol del país.

## Historia
Fue fundado el 26 de enero de 2018 en la ciudad de Colorado Springs como el equipo filial del Colorado Springs Switchbacks FC de la USL Championship y está compuesto principalmente por jugadores menores de 23 años.
En ese año participó en la USL PDL donde terminó en cuarto lugar de su división y no clasificó a los playoff. Al finalizar la temporada desaparece la USL PDL y el club pasa a ser uno de los equipos fundadores de la USL League Two que tuvo su temporada inaugural en 2019, temporada en la cual ganó el título divisional clasificando a los playoff por primera vez en donde fue eliminado en las semifinales de conferencia.

## Palmarés
- USL League Two División Mountain: 1

2019